# Kløvervejlejren
Kløvervejlejren var en tysk flygtningelejr (nærmere bestemt opsamlingslejr), som lå i Kolding, Danmark.
Bygningerne var oprindelig tyske militærbarakker opført af tyskerne på havnens grund beliggende mellem Kløvervej og Fjordstien. Den
bestod af træhuse på støbt sokkel.
I de sidste måneder af 2. verdenskrig flygtede mange tyske kvinder og børn i Østpreussen fra den fremtrængende Røde Hær med skib til Danmark, hvor de blev fordelt i flygtningelejre rundt omkring i landet, heraf cirka 5000 i Koldingområdets to lejre Kløvervejlejren og Tvedvejlejren. Kløverlejrene rummede godt 500 mennesker
Efter krigen blev 250.000 tyske flygtninge udsluset til lejre i Vesttyskland fra lejrene i Kolding. De første flygtninge rejste i november 1946, de sidste først i februar 1949.
Flygtningene i lejrene, var lukket inde bag pigtråd, og de måtte ikke omgås den lokale befolkning. I lejrene organiserede de selv deres dagligdag med skole, madlavning og andre aktiviteter. Lejrleder for Kløvervejlejren var Alfred Hansen.
Den østjyske længdebane anvendtes til ”ind- og udskibning” af flygtningene.